# José Antônio Vidal Coelho
José Antônio Vidal Coelho (Distrito de Itaqui, Campo Largo, 8 de junho de 1939 - Curitiba, 21 de janeiro de 2013) foi um Desembargador e Governador de Estado do Brasil. José Vidal Coelho foi governador em exercício do estado do Paraná entre os dias 19 e 30 de maio de 2008.

## Biografia
Formado em Direito, entrou para a vida pública em 1967, quando foi nomeado, após concurso público, para o cargo de juiz substituto. 
Exerceu os cargos de Juiz em várias cidades do interior do Paraná e em 1988 foi nomeado juiz do Tribunal de Alçada e em 1995 chegou ao cargo de Desembargador do TJPR, sendo eleito vice-presidente do TJPR em 2002.
Em 2006 foi eleito para a presidência do Tribunal de Justiça do Paraná e exercendo este mandado, foi governador de estado por 12 dias, quando na ausência do titular e de seu vice-governador, além do presidente da Assembléia Legislativa do Paraná.